# ناوكي حتا
ناوكي حتا (باليابانية: 八田 直樹) (24 يونيو 1986 في إيسه في اليابان – )؛ هو لاعب كرة قدم ياباني سابق كان يلعب كحارس مرمى.

## وصلات خارجية
- ناوكي حتا على موقع رابطة كرة القدم اليابانية للمحترفين (اليابانية)
- ناوكي حتا على موقع قاعدة بيانات كرة القدم.إي يو (الإنجليزية)
- ناوكي حتا على موقع Soccerway.com (الإنجليزية)
- ناوكي حتا على موقع عالم كرة القدم.نت (الإنجليزية)
- ناوكي حتا على موقع كووورة